# 大西洋拟犁头鳐
大西洋擬犁頭鰩（學名：Pseudobatos lentiginosus），又稱大西洋琵琶鱝，為軟骨魚綱犁頭鰩目犁頭鰩科擬犁頭鰩屬的其中一種，被IUCN列為易危保育類動物，分布於西大西洋美國北卡羅萊納州到墨西哥灣北部與墨西哥猶加敦半島海域，深度0至30公尺，本魚鼻細長，具有心形的體盤，吻部楔形，尖端上有幾個擴大的小結節。沿中線有一排小刺，上顎有8-10排，每排56-80顆牙齒，下顎有7-9排，每排51-82顆牙齒，體色灰白色到橄欖棕色或巧克力棕色，整個上表面佈滿數百個白色小點，下表面為淺黃色或黃白色或純白色，鰭稍暗於軀幹，體長可達75公分，棲息於沿海沙底質海草生長的海域，為底棲性魚類，肉食性，以甲殼類、軟體動物為食，卵胎生，生活習性不明，可做為食用魚。